# Johann Ulrich Giezendanner
Johann Ulrich Giezendanner (* 17. Juni 1686 in Lichtensteig; † 1738 in Orangeburg in South-Carolina) war ein Schweizer Goldschmied und Pietist.

## Leben
Johann Ulrich Giezendanner war der Sohn des Kannengiessers Georg Giezendanner (1655–1730) und dessen Ehefrau Ursela (geb. Bräker). Seine Geschwister waren:
- Jacob Giezendanner (* 23. Juni 1683 in Lichtensteig; † unbekannt in Orangeburg), Zinngießer;
- Georg Giezendanner (* 9. September 1691 in Lichtensteig; † unbekannt in Orangeburg).

Er erlernte den Beruf des Goldschmieds in Toggenburg.
Durch seinen Ortspfarrer Niklaus Scherrer und durch August Hermann Francke in Halle lernte er den Pietismus kennen. Wegen Pietismusverdachts wurde er aus dem Toggenburg verbannt, da er der Obrigkeit mit dem Strafgericht Gottes gedroht hatte. Dies führte zu einer Untersuchung durch eine vom Rat eingesetzte Pietistenkommission, in der die weltliche Seite die Mehrheit hatte, in deren Folge Johann Ulrich Giezendanner, ohne Prozess, 1710 des Landes verwiesen wurde und nach Zürich ging.
1714 begann er an der Universität Marburg mit einem Theologiestudium und hörte Vorlesungen unter anderem bei Johann Heinrich Hottinger  und war als Lehrer im Waisenhaus in Marburg tätig. Weil er in Marburg eigenmächtig Predigten hielt, wurde er 1716 aus Hessen ausgewiesen und kehrte, nach einem kurzzeitigen Aufenthalt in Heidelberg, in die Ostschweiz zurück und hielt in Bottighofen bei Scherzingen heimliche Versammlungen ab.
Als Vertreter des radikalen Pietismus der deutschsprachigen Schweiz erhielt er in Zürich seine orthodoxe Gesinnung bestätigt, bis er auch von dort vertrieben wurde, nachdem er den dortigen Pfarrer Hans Jakob Schulthess (1691–1761) auf seine Seite bringen konnte, der ihn auch als Freund zur Verteidigung zum Antistes begleitete; dazu hielt er am 29. Juni 1716 auf dem Landsitz von Junker Johann Kaspar Schneeberger in Engstringen eine Inspirationspredigt, in der er sagte, so höret nun mein wort ihr tummen stockdiken Erdenklumpen (gemeint waren die Pfarrer), wo ist euer liecht? und so höret, höret, ihr Häupter dieser Statt, Ihr trettet ein als Götter und Herren deß Landts, aber was habt ihr für einen Gott zu eurer Herrschaft, ist nicht bey euch allso daß ihr euren bauch zu Gott machen? Mit großem Hochmuth laß ihr die Sünden auff den gaßen ausruffen, geht auff die gaßen, so werden ihr zu statt und land finden das alle tüffels-pfihl. Hans Jakob Schulthess, der sich für ihn noch beim Rat einsetzte, wurde gemeinsam mit Johann Ulrich Giezendanner aus der Stadt verbannt. Seine erste Zuflucht fand er bei Johann Kaspar Schneeberger in Engstringen und kehrte danach nach Lichtensteig zurück.
1734 wanderte er nach Amerika aus, war als Goldschmied in Charleston tätig und gründete 1736 in Orangeburg County für die Toggenburger, Rheintaler und Appenzeller Pietisten die erste Kirche vor Ort.
Johann Ulrich Giezendanner war seit dem 4. Juli 1730 in Stäfa mit Anna (geb. Grob) verheiratet.